# Ева Фіслова
Ева Фіслова (словац. Eva Fislová; нар. 17 березня 1981) — колишня словацька тенісистка.
Найвищу одиночну позицію світового рейтингу — 98 місце досягла 11 серпня 2003, парну — 158 місце — 13 вересня 2004 року.
Здобула 1 одиночний та 6 парних титулів туру ITF.
Найвищим досягненням на турнірах Великого шолома було 2 коло в одиночному розряді.
Завершила кар'єру 2009 року.

## Фінали ITF

### Одиночний розряд: 7 (1–6)
| Легенда          |
| ---------------- |
| турніри $100,000 |
| турніри $75,000  |
| турніри $50,000  |
| турніри $25,000  |
| турніри $10,000  |

| Фінали за покриттям |
| ------------------- |
| Тверде (0–0)        |
| Ґрунт (1–5)         |
| Трава (0–0)         |
| Килим (0–1)         |

| Результат | Ранг | Дата            | Турнір                        | Покриття  | Суперниця           | Рахунок       |
| --------- | ---- | --------------- | ----------------------------- | --------- | ------------------- | ------------- |
| Поразка   | 1.   | 13 вересня 1999 | ITF Biograd na Moru, Хорватія | Ґрунт     | Мервана Югич-Салкич | 4–6, 2–6      |
| Перемога  | 1.   | 27 березня 2000 | ITF Quartu Sant'Elena, Італія | Ґрунт     | Лаура Пена          | 4–6, 6–1, 7–5 |
| Поразка   | 2.   | 26 березня 2001 | ITF Барі, Італія              | Ґрунт     | Маргіт Рюйтель      | 6–3, 3–6, 1–6 |
| Поразка   | 3.   | 23 липня 2001   | ITF Чивітанова, Італія        | Ґрунт     | Хісела Дулко        | 6–2, 3–6, 3–6 |
| Поразка   | 4.   | 22 жовтня 2001  | ITF Ополе, Польща             | Килим (i) | Івета Бенешова      | 1–6, 3–6      |
| Поразка   | 5.   | 29 вересня 2002 | ITF Жирона, Іспанія           | Ґрунт     | Любомира Курхайцова | 3–6, 5–7      |
| Поразка   | 6.   | 4 липня 2005    | ITF Дармштадт, Німеччина      | Ґрунт     | Ванесса Генке       | 6–7(4), 1–6   |

### Парний розряд: 18 (6–12)
| Легенда          |
| ---------------- |
| турніри $100,000 |
| турніри $75,000  |
| турніри $50,000  |
| турніри $25,000  |
| турніри $10,000  |

| Фінали за покриттям |
| ------------------- |
| Тверде (0–2)        |
| Ґрунт (6–10)        |
| Трава (0–0)         |
| Килим (0–0)         |

| Результат | Ранг | Дата             | Турнір                            | Покриття   | Партнерка             | Суперниці                                   | Рахунок          |
| --------- | ---- | ---------------- | --------------------------------- | ---------- | --------------------- | ------------------------------------------- | ---------------- |
| Поразка   | 1.   | 14 червня 1999   | ITF Познань, Польща               | Ґрунт      | Габріела Волекова     | Катаріна Баштернакова Станіслава Грозенська | 3–6, 5–7         |
| Поразка   | 2.   | 26 вересня 1999  | ITF Горб, Німеччина               | Ґрунт      | Андреа Шебова         | Рева Гадсон Мара Сантанджело                | 2–6, 2–6         |
| Поразка   | 3.   | 13 вересня 1999  | ITF Biograd na Moru, Хорватія     | Ґрунт      | Сілвія Урічкова       | Наташа Ґалауза Мара Сантанджело             | 2–6, 2–6         |
| Перемога  | 1.   | 15 травня 2000   | ITF Казале-Монферрато, Італія     | Ґрунт      | Клое Карлотті         | Магда Міхалаке Биляна Павлова-Димитрова     | 6–1, 6–4         |
| Поразка   | 4.   | 26 березня 2001  | ITF Барі, Італія                  | Ґрунт      | Зузана Гейдова        | Юлія Шруфф Ріта Тар'ян                      | 6–3, 5–7, 4–6    |
| Перемога  | 2.   | 7 травня 2001    | ITF Пряшів, Словаччина            | Ґрунт      | Станіслава Грозенська | Барбора Маховська Крістина Пешатова         | w/o              |
| Поразка   | 5.   | 23 квітня 2002   | ITF Таранто, Італія               | Ґрунт      | Станіслава Грозенська | Янь Цзи Чжен Цзє                            | 2–6, 2–6         |
| Поразка   | 6.   | 5 серпня 2002    | ITF Ріміні, Італія                | Ґрунт      | Станіслава Грозенська | Марія Фернанда Алвеш Карла Тіене            | 4–6, 4–6         |
| Поразка   | 7.   | 16 вересня 2002  | ITF Люксембург                    | Ґрунт      | Любомира Курхайцова   | Ева Мартінцова Ленка Немечкова              | 1–6, 4–6         |
| Перемога  | 3.   | 26 липня 2004    | ITF Петанж, Люксембург            | Ґрунт      | Станіслава Грозенська | Еві Домінікович Гульнара Фаттахетдінова     | 6–4, 6–3         |
| Перемога  | 4.   | 3 серпня 2004    | ITF Гехінген, Німеччина           | Ґрунт      | Станіслава Грозенська | Еріка Краут Ясмін Вер                       | 3–6, 6–3, 6–3    |
| Поразка   | 8.   | 12 жовтня 2004   | ITF Сандерленд, Велика Британія   | Тверде (i) | Станіслава Грозенська | Олена Балтача Джейн О'Доног'ю               | 1–6, 6–4, 2–6    |
| Поразка   | 9.   | 1 листопада 2004 | ITF Sint-Katelijne-Waver, Бельгія | Тверде (i) | Станіслава Грозенська | Віржині Піше Селіма Сфар                    | 1–6, 6–7(2)      |
| Поразка   | 10.  | 21 червня 2005   | ITF Фонтанафредда, Італія         | Ґрунт      | Станіслава Грозенська | Мервана Югич-Салкич Дарія Юрак              | 7–5, 3–6, 4–6    |
| Поразка   | 11.  | 3 липня 2006     | ITF Штутгарт, Німеччина           | Ґрунт      | Станіслава Грозенська | Моніка Нікулеску Рената Ворачова            | 2–6, 7–6(4), 5–7 |
| Перемога  | 5.   | 7 серпня 2006    | ITF Гехінген, Німеччина           | Ґрунт      | Станіслава Грозенська | Христина Антонійчук Ралука Олару            | 6–3, 6–7(3), 6–3 |
| Перемога  | 6.   | 15 серпня 2006   | ITF Братислава, Словаччина        | Ґрунт      | Станіслава Грозенська | Дьяна Енаке Марен Кассенс                   | 6–2, 6–2         |
| Поразка   | 12.  | 18 серпня 2008   | ITF Вінковці, Хорватія            | Ґрунт      | Андреа Реброва        | Катаріна Полякова Зузана Злохова            | 4–6, 5–7         |